# ビッグバンオブザーバー
ビッグバンオブザーバー（英語: Big Bang Observer, BBO）とは現在開発中の宇宙重力波望遠鏡 (LISA) の後継機である。目的はビッグバン直後の重力波の観測であるが、そのためには binary inspirals のような、なるべく若い重力波の発生源を観測できなければならない。
BBOはLIGOやLISAや、その他のすべてより高い感度を持つことになる。より強力なレーザーを使用し、太陽の周りを周回する複数の異なる干渉計からの信号の相関で感度を上げる。
それぞれがLISAのような3角形を描く、4組の3機編隊で構成される予定である。2組の三角形は互いに重なってダビデの星形になる。他の2組の三角形は地球の軌道に沿って離れた場所に位置する。
個々の衛星はLISAよりも強力なレーザーを持つ。また個々の三角形はLISAのパターンよりずっと小さくなる。従って潮汐力による誤差も小さくなり、LIGOのように干渉計の特定の辺で対象を捉えることができる。一方、LISAは本質的には自由軌道を飛び、干渉計の辺は時間遅延干渉と称される技術においてはあまり考慮されない。

## 関連
- 重力波天文学
- 宇宙重力波背景放射
- 宇宙重力波望遠鏡 (LISA)
- LISA パスファインダー